# Yamato-Gletscher
Der Yamato-Gletscher (französisch Glacier Yamato) ist ein 10 km breiter Gletscher im ostantarktischen Königin-Maud-Land. Im Königin-Fabiola-Gebirge fließt er zwischen Mount Fukushima und Mount Eyskens westlicher Richtung.
Teilnehmer einer von 1959 bis 1961 dauernden belgischen Antarktisexpedition entdeckten ihn am 7. Oktober 1960. Expeditionsleiter Guido Derom (1923–2005) benannte den Gletscher nach dem Yamato-damashii, dem Inbegriff für das japanische Volk. Hintergrund für diese Benennung war der Umstand, dass zwischen November und Dezember 1960 eine japanische Mannschaft dieses Gebiet erkundete.